# Paseo de Fabra i Puig
El paseo de Fabra i Puig es un paseo de la ciudad de Barcelona (España), ubicado en los distritos de Horta-Guinardó, Nou Barris y San Andrés. Tiene unos dos kilómetros de largo. Se inauguró en el año 1918 y fue dedicado a Fernando Fabra y Puig (Barcelona 1866-1944), que fue alcalde de la ciudad entre mayo de 1922 y septiembre de 1923.

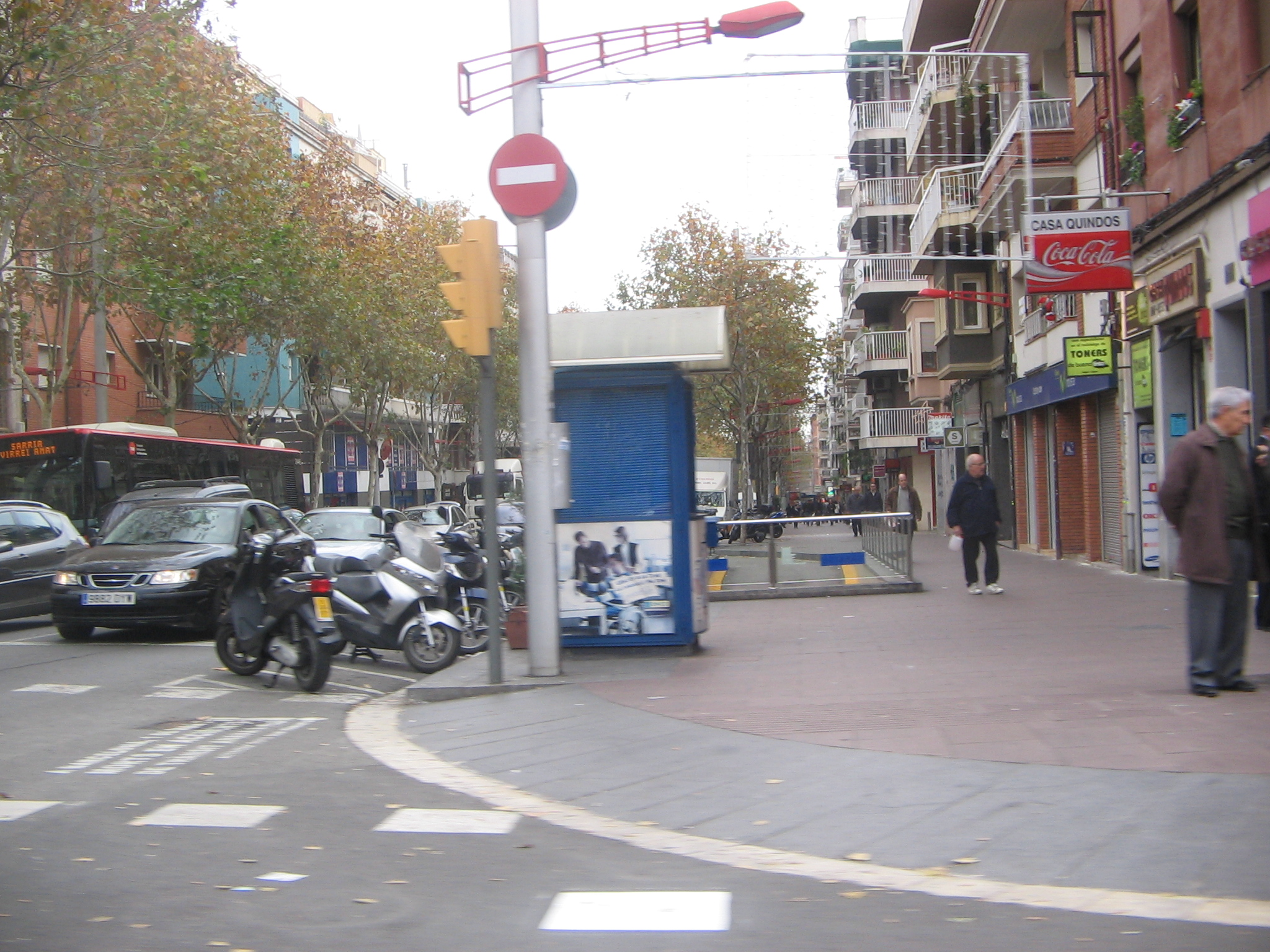
Paseo de Fabra i Puig con Arnau d'Oms.